# Letecká společnost
Letecká společnost nebo také aerolinie je společnost provozující osobní nebo nákladní leteckou přepravu na základě uznávaného certifikátu nebo licence. Letadla si společnost buď pronajímá, nebo je vlastní. Velikost jednotlivých leteckých společností a rozsah služeb, které poskytují, sahá od jednotlivců s jedním nebo několika letadly až po velké nadnárodní společnosti s několika stovkami strojů.
Letecké společnost můžeme dělit na pravidelné, charterové, regionální nebo na tzv. aerotaxi – zákazníci si sami vybírají destinaci a čas odletu, může se jednat také o kombinaci. Více aerolinií se může sdružit do aliance leteckých společností, která přináší pro cestující i společnosti mnoho výhod. Mezi největší 3 aliance leteckých společností patří Star Alliance, SkyTeam a Oneworld.
V roce 2013 mělo 297 leteckých společností zakázáno létat do Evropské unie. Na prvním seznamu z roku 2006 bylo uvedeno přes 90 leteckých společností s tímto zákazem.

## Nejstarší letecké společnosti

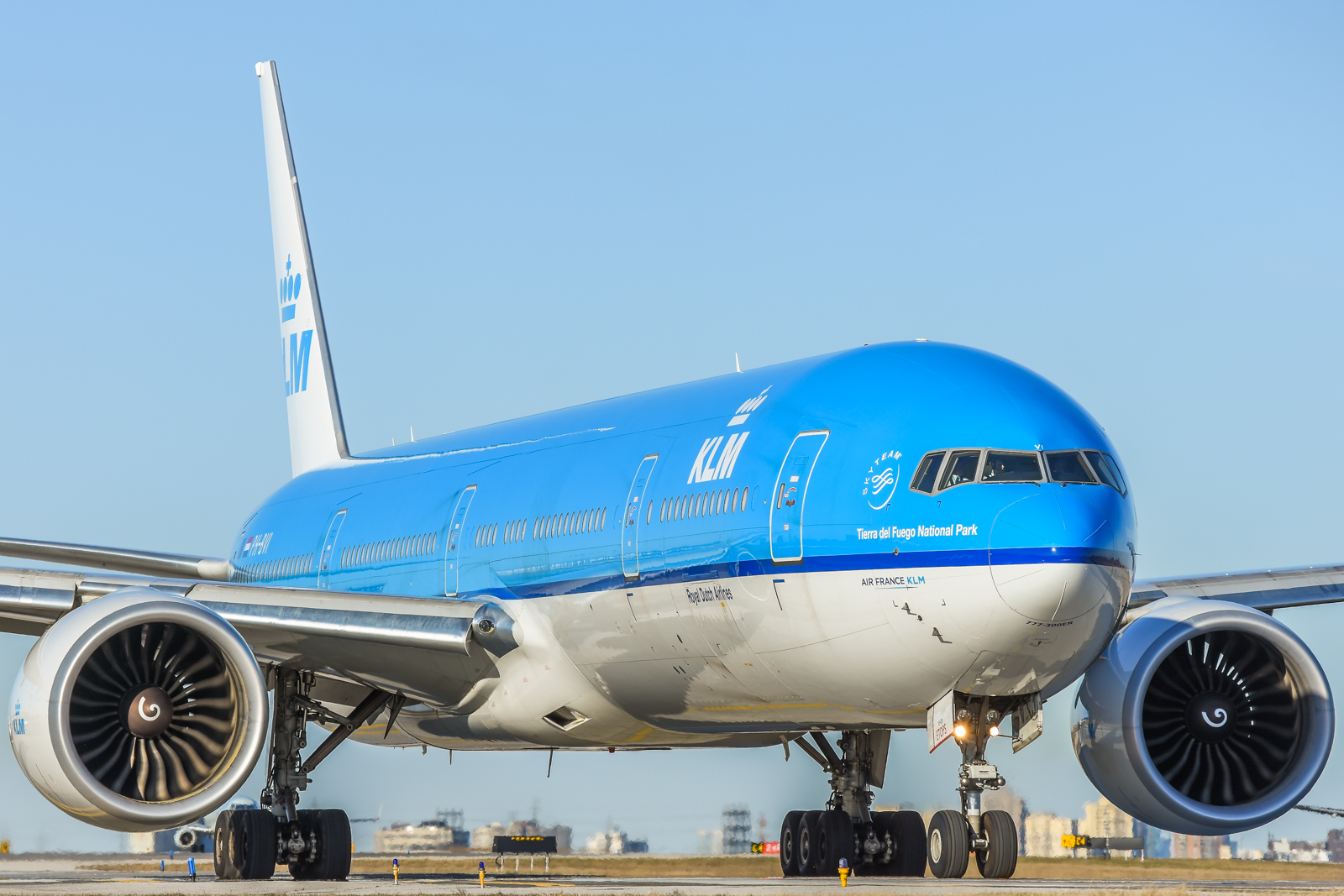
Boeing 777-300ER nejstarší dosud fungující letecké společnosti KLM Royal Dutch Airlines

Toto je seznam devíti nejstarších leteckých společností, které jsou stále aktivní:
| Poř. | Stát        | Společnost      | Založena     |
| ---- | ----------- | --------------- | ------------ |
| 1.   | Nizozemsko  | KLM             | 07. 10. 1919 |
| 2.   | Kolumbie    | Avianca         | 05. 12. 1919 |
| 3.   | Austrálie   | Qantas          | 16. 11. 1920 |
| 4.   | Rusko       | Aeroflot        | 09. 02. 1923 |
| 5.   | Finsko      | Finnair         | 01. 11. 1923 |
| 6.   | USA         | Delta Air Lines | 30. 05. 1924 |
| 7.   | Tádžikistán | Tajik Air       | 03. 09. 1924 |
| 8.   | Srbsko      | Air Serbia      | 17. 06. 1927 |
| 9.   | Španělsko   | Iberia          | 28. 06. 1927 |

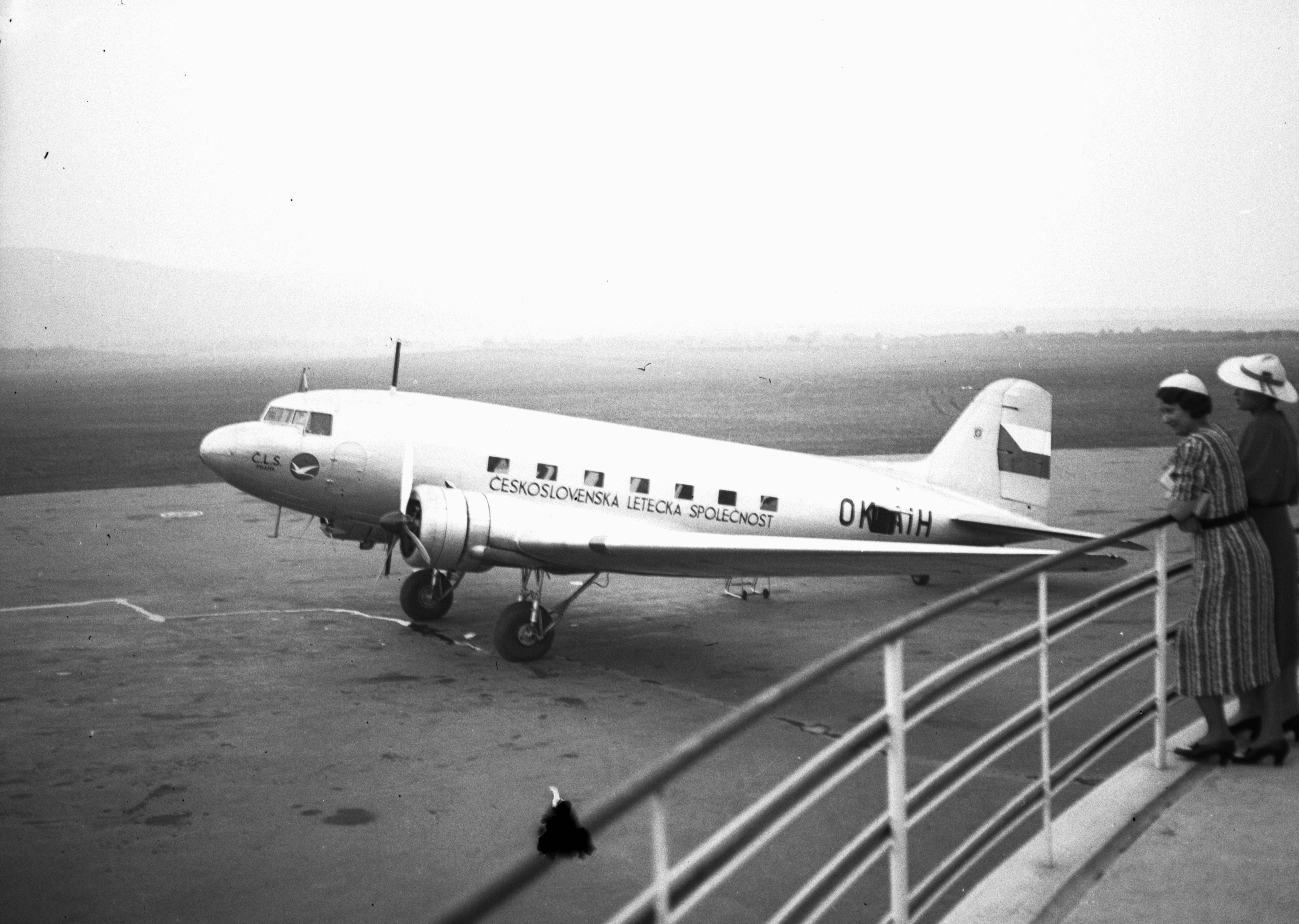
Letoun Douglas DC-3 Československé letecké společnosti (ČSL) v roce 1939

- První leteckou společností na světě byla německá DELAG z Frankfurtu nad Mohanem (1909–1935), zajišťovala vzducholodní dopravu.
- První letadlovou společností byla St. Petersburg-Tampa Airboat Line v letech 1913–1914. Provozovala dopravu mezi floridskými městy St. Petersburg a Tampa (cesta zkrácena z 26 hodin na 23 minut).